# Нагпурський метрополітен
Нагпурський метрополітен (англ. Nagpur Metro, маратхі नागपूर मेट्रो,) — переважно естакадна система ліній метрополітену в місті Нагпур, штат Махараштра, Індія. Метрополітен відкритий 8 березня 2019 року, став другим в штаті Махараштра (після Мумбайського), та тринадцятим метрополітеном в країні. Також метрополітен став найзелінішим в країні бо більшу частину енергії необхідної для руху потягів виробляють за допомогою сонячних панелей розташованих на дахах станцій та території депо.

## Історія
Розробка проєкту будівництва метрополітену в місті почалася на початку 2010-х років. На початку 2014 року уряд штату Махараштра схвалив проєкт будівництва двох переважно естакадних ліній метрополітену, а вже за декілька місяців проєкт затвердив уряд країни. У 2015 році почалося будівництво депо, а наступного року естакад метро одразу обох ліній. Будівництво початкової дільниці в складі 13 станцій було завершено в рекордні терміни і вже в лютому 2019 року розпочалась тестова експлуатація. Фінансування будівництва здійснювалось з різних джерел: по 20 % виділив центральний уряд та уряд штату, ще близько 50 % необхідних коштів склала позика європейських банків розвитку, решту вклало місто. Першу лінію було відкрито 8 березня 2019 року. Менше ніж за рік розпочався рух на початковій дільниці другої лінії, але без декількох проміжних станцій які поступово відкрились протягом року.

## Лінія
Станом на кінець 2021 року в місті працює дві переважно естакадні лінії метрополітену (наземних станцій лише 3). Обидві лінії мають стандартну ширину колії, живлення потягів здійснюється від повітряної контактної мережі.
| № Лінії | Дата відкриття | Останне розширення | Кількість станцій | Кінцеві станції              | Довжина в км |
| ------- | -------------- | ------------------ | ----------------- | ---------------------------- | ------------ |
| 1       | 8 березня 2019 | 21 серпня 2021     | 13                | «Сітабульді»—«Кхарпі»        | 13,5         |
| 2       | 28 січня 2020  | 5 квітня 2021      | 11                | «Сітабульді»—«Локмані нагар» | 12,6         |

## Рухомий склад
Для обслуговування системи було придбано 69 вагонів виробництва китайської компанії CRRC з яких було сформовано 23 трьохвагонних потягів. У майбутньому коли буде відкрито всі заплановані станції планується запуск шестивагонних потягів. Всі потяги мають скрізний прохід між вагонами.

## Розвиток
Станом на кінець 2021 року в місті будуються розширення обох лінії. Помаранчеву лінію продовжать на 5 станцій в північному напрямку та на 2 станції на південь, після чого загальна довжина лінії становитеме 22,3 км. Лінію Водянистого коліру продовжують у східному напрямку на 9 станцій, після чого її загальна довжина становитеме 19,4 км.

## Галерея

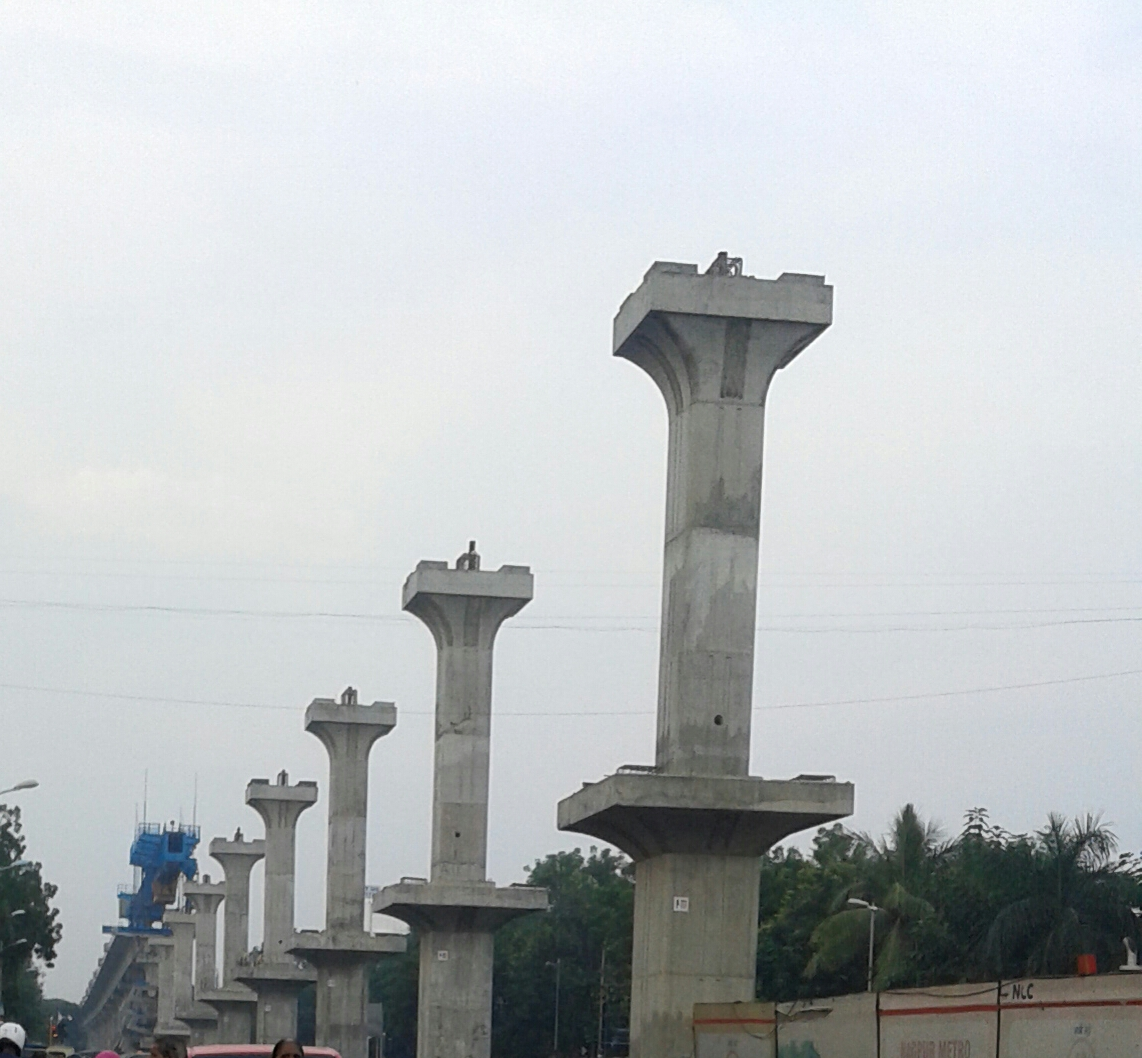
Будівництво опор естакади метро (2017 рік)
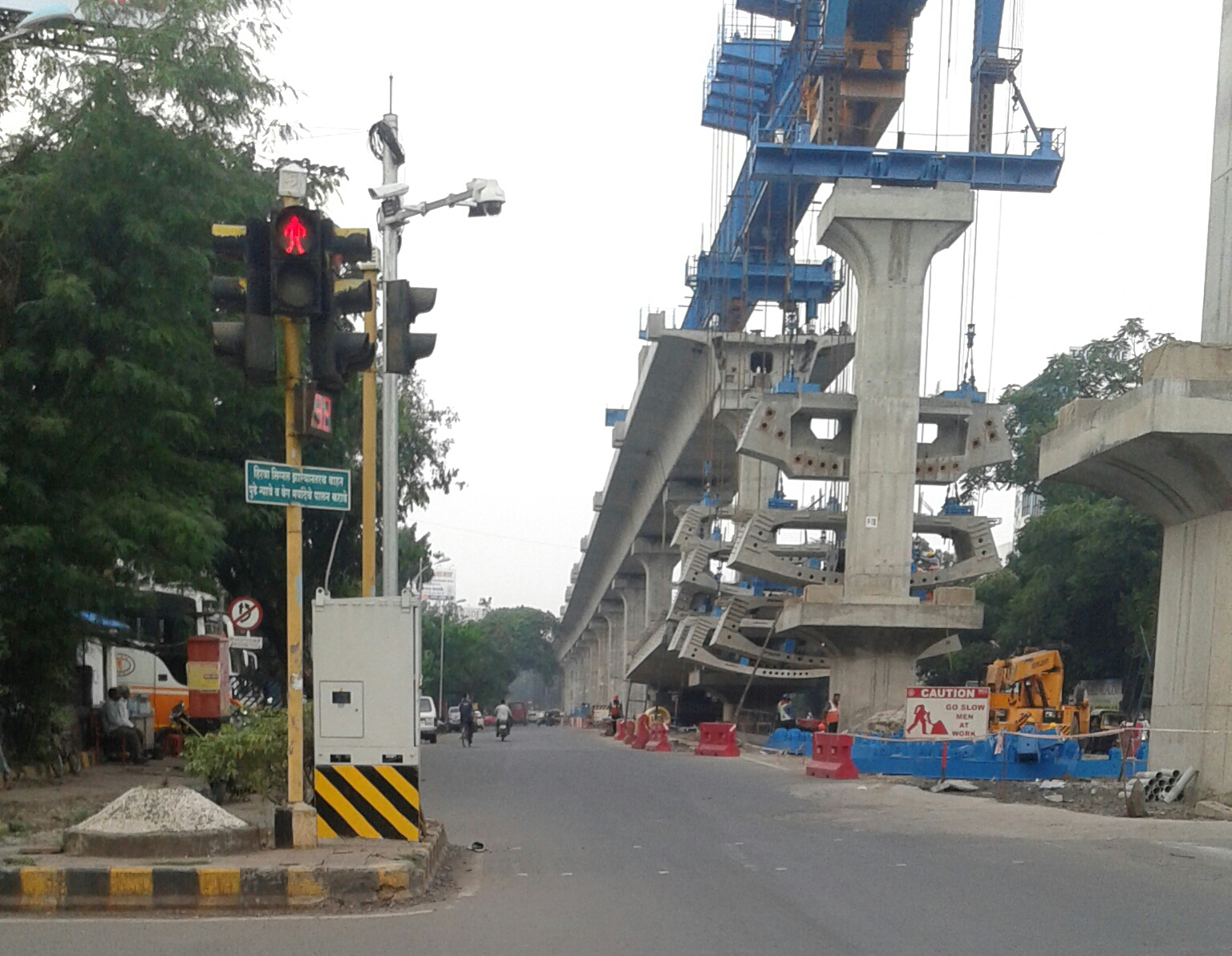
Будівництво естакади метрополітену (2017 рік)
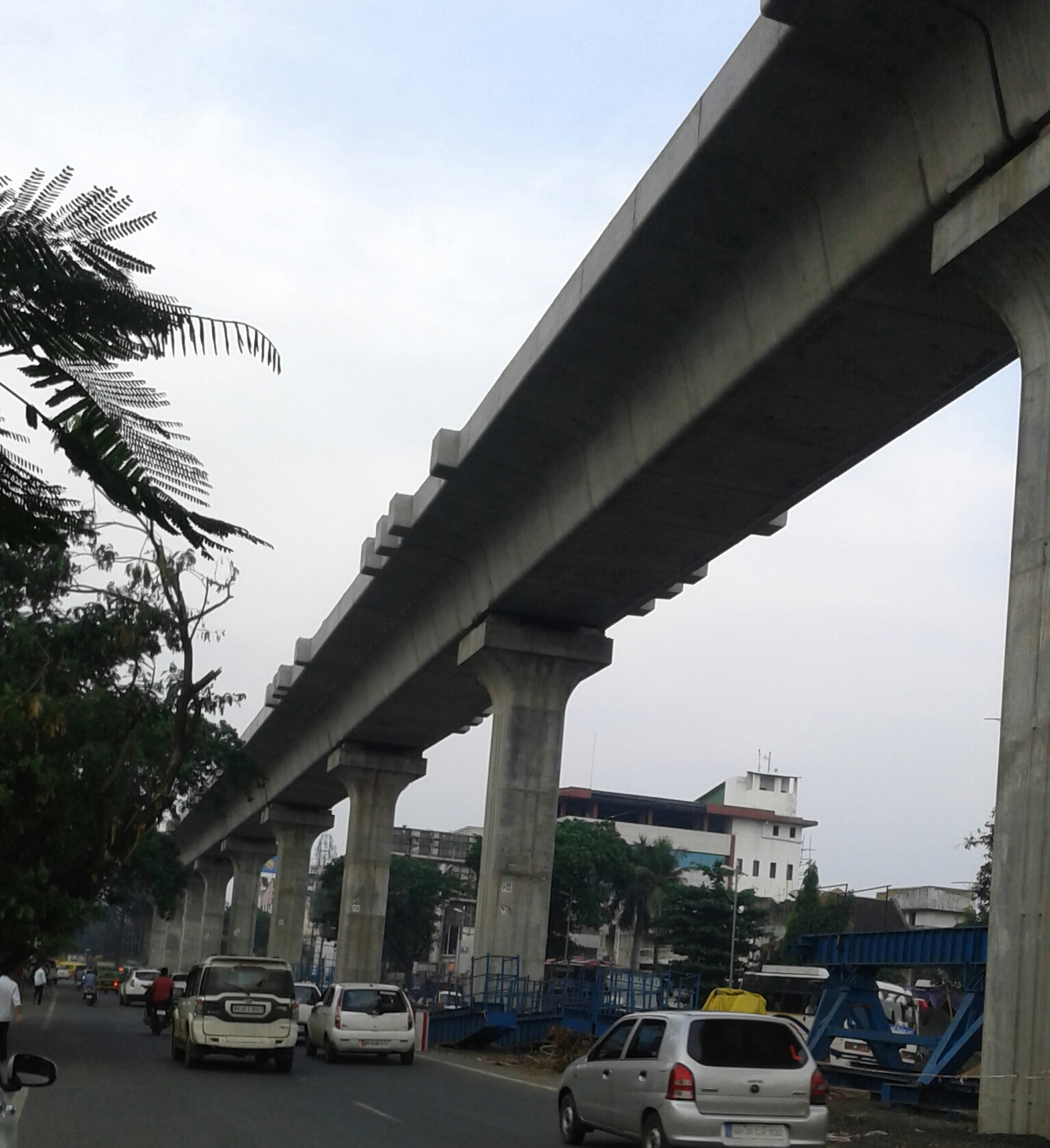
Майже готова естакада метро